# Éditions d'art Le Sabord
Cet article possède un paronyme, voir Sabord (homonymie).
Les Éditions d'art Le Sabord est une maison d'édition québécoise avant-gardiste de portée internationale fondée en 1983 par Jean Laprise et Guy Marchamps et dirigée par Denis Charland. Elle publie des livres articulant poésie et art visuel, de même qu'une revue, Le Sabord.

## Descriptif de la maison d'édition et de la revue
Spécialisé à la fois en art contemporain et en poésie, cette maison d'édition s'est notamment distinguée en publiant le triptyque hybride Cultures périphériques du poète Yves Boisvert et de la graphiste Dyane Gagnon. La maison publie sous le même nom sa revue hybride de création littéraire et visuelle qui réunit, pour chaque numéro, une brochette d'artistes et d'écrivains de partout à travers le monde autour d'un thème choisi. La galerie d'exposition dans les locaux de la maison fonctionne selon le même principe. 
La revue Le Sabord et la maison d'édition ont reçu de nombreuses mentions pour la qualité des œuvres littéraires et visuelles ainsi que pour l'excellence de la présentation infographique.